# Truskawkobranie
Truskawkobranie – największa impreza plenerowa na Kaszubach, odbywająca się corocznie na przełomie czerwca i lipca u podnóża Złotej Góry. Termin ten ustalono, kiedy truskawka kaszubska lub „kaszëbskô malëna” została wpisana do europejskiego systemu nazw i oznaczeń geograficznych, zgodnie z rozporządzeniem Komisji Europejskiej (WE) nr 1155/2009.  Organizowana jest od 1975 roku. Impreza służy przede wszystkim promocji Kaszub. Imprezie towarzyszy festyn ludowy, jarmark i występy gościnne znanych wykonawców z polskiego świata muzyki pop.